# آبي ماير
آبي ماير (بالإنجليزية: Abe Meyer)‏ هو ملحن أمريكي، ولد في 26 يناير 1901 في بروكلين في الولايات المتحدة، وتوفي في مايو 1969 في لوس أنجلوس في الولايات المتحدة.

## وصلات خارجية
- آبي ماير على موقع IMDb (الإنجليزية)
- آبي ماير على موقع قاعدة بيانات الفيلم (الإنجليزية)